# Kim Aeran
Kim Aeran (김애란; nacida en 1980) es una escritora surcoreana.

## Biografía
Kim Ae-ran nació en Incheon en 1980. Se graduó en la Universidad Nacional de Artes de Corea.

## Obra
Su obra debut "La casa donde nadie llama a la puerta", un relato corto publicado en 2003, trata sobre cinco mujeres que viven en cinco habitaciones separadas en una pensión, donde las habitaciones son pequeñas y están muy juntas. Ganó el Premio Daesan de literatura.
La recopilación de relatos cortos ¡Corre, papá, corre! volvió a destacar y ganó el Premio Hankook Ilbo de literatura en 2005.
Kim Aeran fue con veinticinco años la escritora más joven en ganarlo, algo sin precedentes, pues, además, fue la primera en ganarlo sin haber publicado ninguna recopilación de relatos cortos antes.
En 2008 ganó el Premio Lee Hyo-seok de literatura con el relato corto Marcas de cuchillo. También fue la escritora más joven en ganarlo.
En las historias de Kim Aeran aparece gente joven de veinte años que se ha mudado a Seúl desde otras partes del país. Después de la industrialización y urbanización, que empezó a primeros de la década de 1960, la literatura coreana ha tratado con frecuencia el tema de la gente joven que se va de sus pueblos para ir a Seúl. Sin embargo, cuando la gente joven siguió mudándose a Seúl después de empezar el nuevo milenio, el interés literario por el tema fue desapareciendo. Kim Aeran pasó la mayor parte de su infancia en la localidad de Seosan y empezó a vivir en Seúl después de los veinte años. Tiñe la vida de los personajes en sus historias de un gran sentido del realismo.
En la universidad estudió para ser guionista de teatro y quizá por ello sus historias guardan un gran interés por los espacios pequeños y destartalados. El relato corto "Especial de navidad" tiene lugar en una ruinosa pensión y "Corre, papá, corre" y "Vida feliz" en sótanos. "Voy a súpers veinticuatro horas" retrata un espacio tan capitalista como una tienda de 24 horas y el escenario de "Sky Kong Kong" es un estudio en la buhardilla de una ciudad de provincias. Su representación cómica de la gente que vive en estos espacios los hace conmovedores a la vez que poseedores de un cierto patetismo.
En 2011, su novela Mi palpitante vida, una conmovedora historia de un chico de 17 años con progeria, una enfermedad que causa un envejecimiento rápido y prematuro, se prepara para despedirse de sus padres de treinta y tantos años que lo tuvieron en la adolescencia. Fue un éxito de ventas y en 2014 E J-yong la llevó al cine con las actuaciones de Kang Dong-won y Song Hye-kyo.

## Premios
- Premio Daesan de literatura (2002)
- Premio Hankook Ilbo de literatura (2005)
- Premio Lee Hyo-seok de literatura
- Premio Yi Sang de literatura (2013)

## Obras traducidas
- 老爸，快跑 (달려라, 아비)
- Cours papa, cours! (달려라, 아비)
- Corre, pare, corre! (달려라, 아비) (Godall Edicions, 2017) ISBN 978-84-945094-7-6
- ¡Corre, papá, corre! (달려라, 아비) (Godall Edicions, 2018) ISBN: 978-84-946952-9-2
- A fora ja és estiu ( 바깥은 여름 ) Godall Edicions (2022) ISBN: 978-84-124557-2-4
- Afuera es verano ( 바깥은 여름 ) Godall Edicions (2023). ISBN: 978-84-125808-5-3